# Спасо-Преображенский монастырь (Каменск-Уральский)
Спасо-Преображенский монастырь — мужской монастырь Каменской епархии Русской православной церкви, расположенный в городе Каменск-Уральский Свердловской области.
Решением № 75 Исполнительного комитета Свердловского областного Совета народных депутатов от 18 февраля 1991 года присвоен статус памятника архитектуры регионального значения.

## История

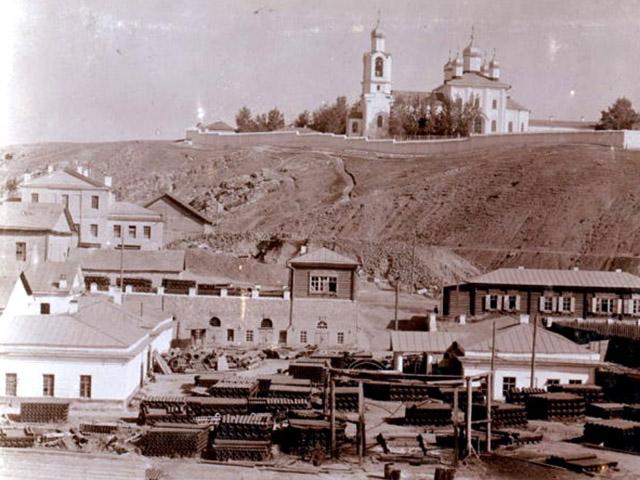
Вид монастыря в начале XX века

В 1860 году была основана женская монашеская община. В 1872—1878 годах строился каменный храм в честь Преображения Господня.
В 1920 году монастырь был закрыт советской властью, а в 1921 году Каменского горисполкома была закрыта Преображенская церковь.
В 1998 году было получено разрешение от Святейшего Патриарха Московского и Всея Руси Алексия II на основание Спасо-Преображенского мужского монастыря на месте разрушенного за годы советской власти женского монастыря. В 2002 году Преображенская церковь была передана в собственность Екатеринбургской Епархии Русской Православной церкви распоряжением Правительства Свердловской области. По настоящее время ведутся реставрационно-восстановительные работы.

## Святыни монастыря

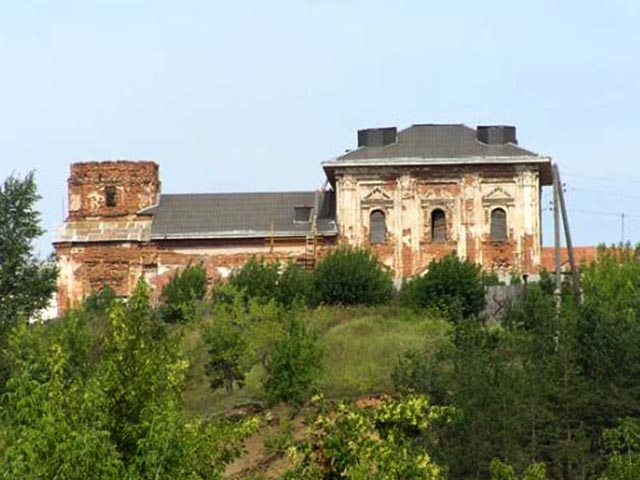
Вид монастыря в 90-е годы XX века

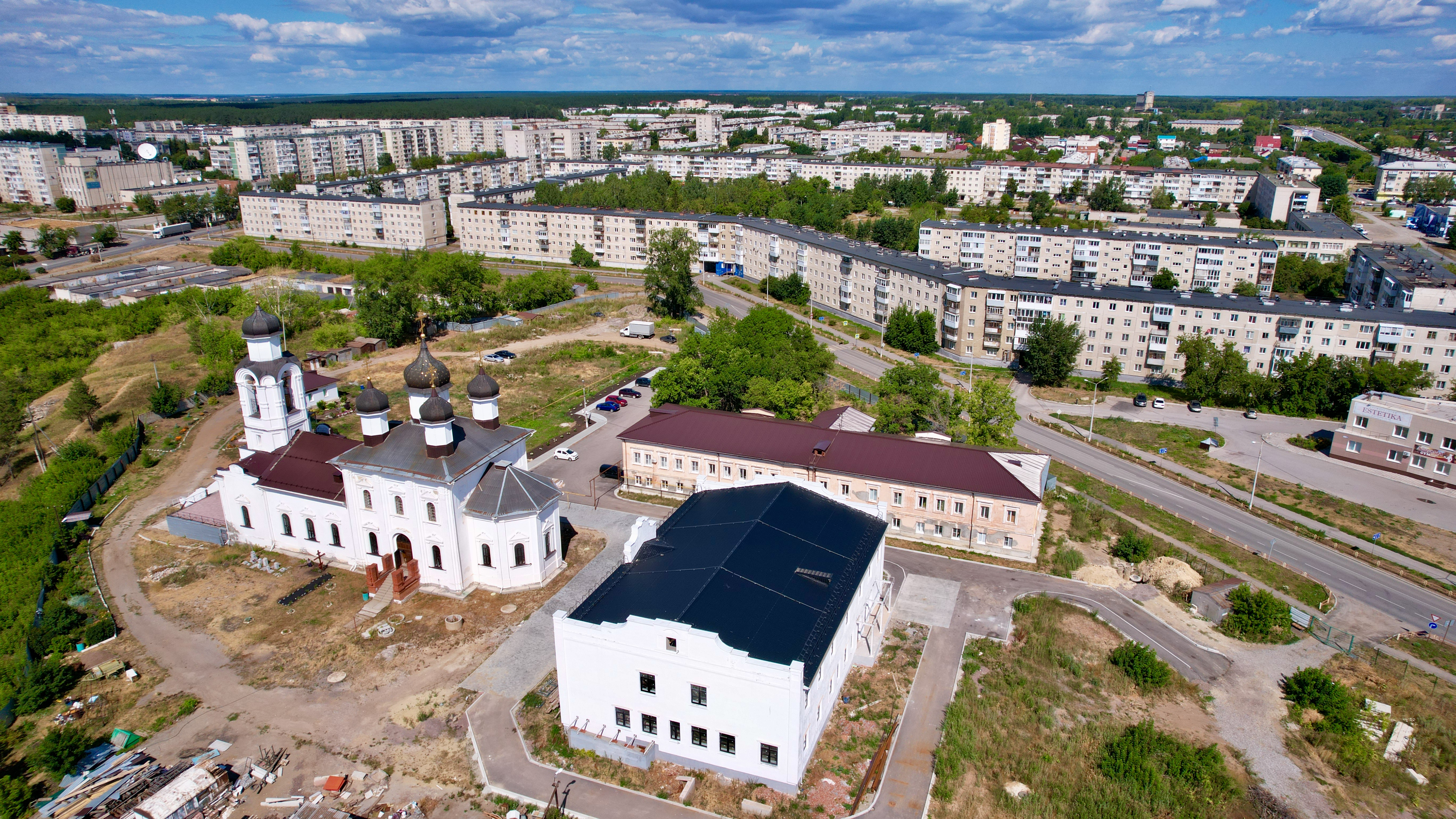
Вид с высоты в 2022 году

- Ковчег с частицей мощей святителя Мир Ликийских Николая Чудотворца
- Икона с частицей мощей святителя Исаии, епископа Ростовского, чудотворца
- Икона с частицей мощей святого праведного Симеона Верхотурского
- Икона с частицей мощей святителя Димитрия, митрополита Ростовского
- Икона с частицей мощей святителя Тихона, Патриарха Московского и всея Руси